# پاتیلاس، پورتوریکو
پاتیلاس (به انگلیسی: Patillas) یک منطقهٔ مسکونی در ایالات متحده آمریکا است که در پورتوریکو واقع شده‌است.
 پاتیلاس ۱۵۳٫۶۲ کیلومتر مربع مساحت و ۱۹٬۲۷۷ نفر جمعیت دارد.